# ハラルド・ヴスト
ハラルド・ヴスト（独: Harald Wust, 1921年1月14日–2010年10月2日）は、ドイツ（西ドイツ）の軍人。1976年から1978年に第6代連邦軍総監を務めた。

## 経歴
キールに生まれる。第二次世界大戦に航空偵察兵として従軍。1941年に少尉に任官し、東部戦線で中隊長・中尉として従軍した。終戦時の1945年に赤軍の捕虜となった。ドイツに復員後社会教育学を学び、オイティンの役場に勤務後、児童書籍作家となった。
1956年に新生ドイツ連邦軍の空軍に大尉として入営。1958年から1959年まで空軍参謀将校養成課程を受け、首席で修了したのち様々な参謀部や学校に勤務した。1975年から連邦軍総監代行（副総監）を務める。
1976年11月30日、空軍出身者としては初の連邦軍総監（第6代）に就任し、大将に昇進した。国防省内での制服組と官僚の内部抗争や、ゲオルク・レーバー国防相をめぐるスパイ事件で批判を受けたため、停年前の1978年に辞職し退役した。ボンで死去した。